# Рандал Коло Муани
Рандал Коло Муани (на френски: Randal Kolo Muani)  е френски футболист роден на 5 декември 1998 г. в Бонди, нападател на италианския Ювентус и националния отбор на Франция.

## Успехи

### Нант
- Купа на Франция (1): 2020/21